# جون بي غراي
جون بي غراي (بالإنجليزية: John P. Gray)‏ هو ضابط أمريكي، ولد في 22 ديسمبر 1914 في كانساس سيتي في الولايات المتحدة، وتوفي في 4 يونيو 1942 في المحيط الهادئ.